# Erik Soop (1592–1632)
Erik Hansson Soop, född 21 augusti 1592 i Larv, död 15 mars 1632 i Skara, var en svensk militär.

## Biografi
Erik Soop var son till Hans Åkesson (Soop) (1552–1619) och Elin Eriksdotter Kagg (1560–1615). Han uppfostrades på Stockholms slott där han blev kamrat med Gustav II Adolf. Hans militära bana inleddes år 1621 under andra polska kriget och två år senare blev han ryttmästare vid ett kompani i Västgöta regemente till häst. Under detta krig skulle han under slaget vid Trzciana ha räddat Gustav II Adolfs liv, dock är dessa uppgifter osäkra. Han belönades för sin del i kriget med att bli slagen till riddare 1627 och blev den första översten för Västgöta kavalleriregemente året därefter. Han deltog även i trettioåriga kriget vid flera slag och avled i Skara den 15 mars 1632 vid 39 års ålder.

## Referenser

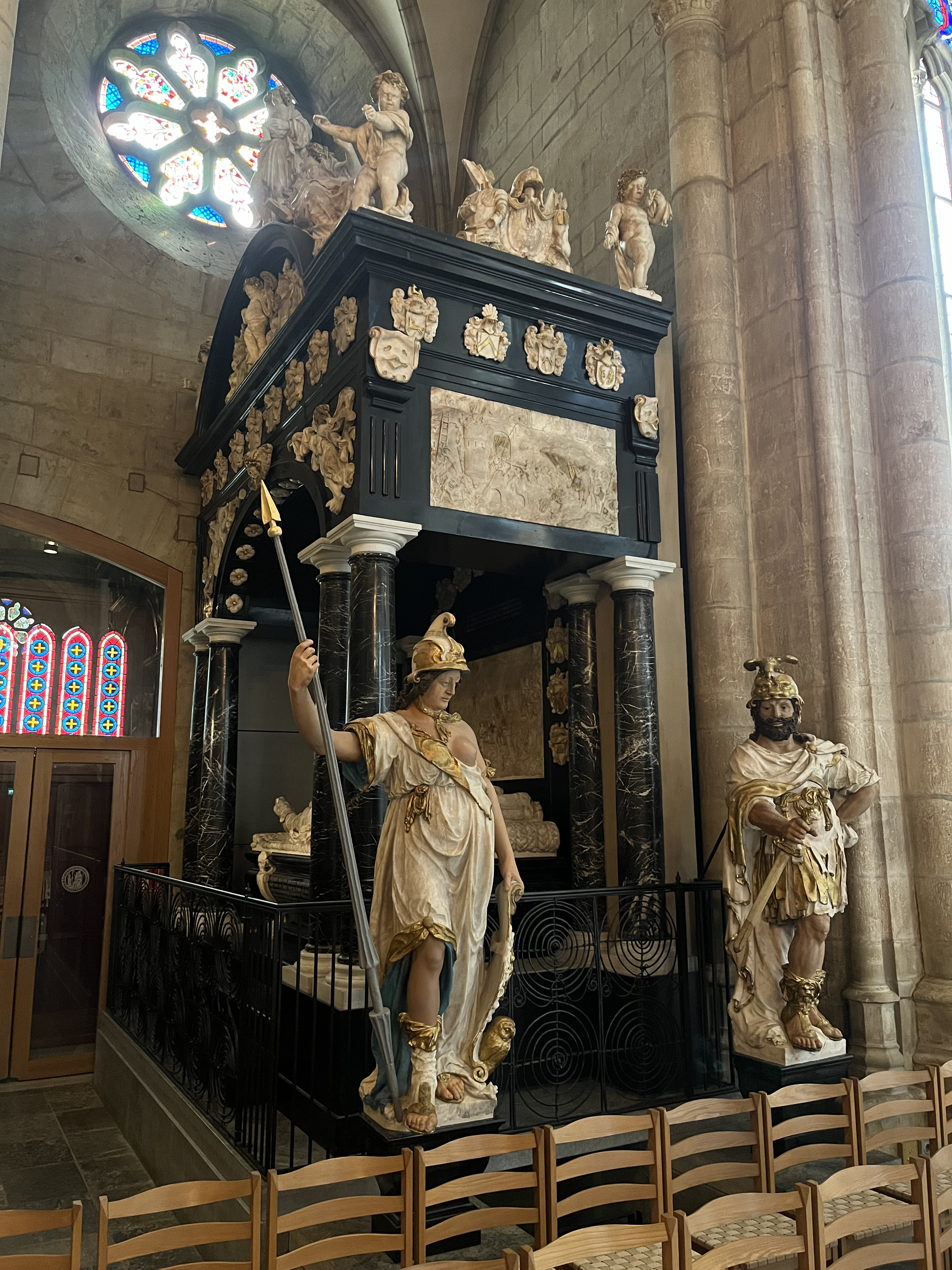
Soopska gravmonumentet i Skara domkyrka.